# Воєводівська волость
Воєводівська волость — історична адміністративно-територіальна одиниця Старобільського повіту Харківської губернії із центром у слободі Воєводськ.
Станом на 1885 рік складалася з 8 поселень, 8 сільських громад. Населення — 2576 осіб (1277 чоловічої статі та 1299 — жіночої), 365 дворових господарств.
|                     | Площа, десятин | У тому числі орної, дес. |
| ------------------- | -------------- | ------------------------ |
| Сільських громад    | 2781           | 2525                     |
| Приватної власності | 12685          | 10961                    |
| Іншої власності     | 99             | 99                       |
| Загалом             | 15565          | 13585                    |

Основні поселення волості станом на 1885:
- Воєводськ — колишня власницька слобода за 98 верст від повітового міста, 587 осіб, 75 дворових господарств, православна церква.
- Ново-Александрівка (Левенець) — колишній державний хутір, 226 осіб, 34 дворових господарства, православна церква.

Найбільші поселення волості станом на 1914 рік:
- слобода Воєводівка — 3792 мешканці.

Старшиною волості був Микита Якович Калюжний, волосним писарем — Юхим Олександрович Суслов, головою волосного суду — Іван Семенович Самойленко.